# آتاراگاما هونانویا
آتاراگاما هونانویا (به لاتین: Attaragama Hunnanoya) یک منطقهٔ مسکونی در سری‌لانکا است که در استان مرکزی (سری‌لانکا) واقع شده‌است.